# Tomás José González-Carvajal
Tomás José González-Carvajal, född 1753 och död 1834, var en spansk politiker och författare.
González-Carvajal gjorde sig känd huvudsakligen genom översättningar av bibelns poetiska skrifter och genom sin omvårdnad om spanska språket, främst i Carta al editor del Correo de Sevilla (1804).